# Campoplex argenteus
Campoplex argenteus är en stekelart som först beskrevs av Léon Abel Provancher 1874.  Campoplex argenteus ingår i släktet Campoplex och familjen brokparasitsteklar. Inga underarter finns listade.